# WE (Warm Embrace)
"WE (Warm Embrace)" é uma canção do cantor e compositor estadunidense Chris Brown. Foi lançado em 1 de abril de 2022 pela editora discográfica RCA Records como segunda música de trabalho do seu décimo álbum de estúdio Breezy.

## Videoclipe
O videoclipe da música foi lançado em 21 de junho de 2022 e contou com a participação especial da cantora estadunidense Normani. O vídeo foi dirigido por Arrad.

## Desempenho nas paradas musicais
| Gráfico (2022)                               | Melhor posição |
| -------------------------------------------- | -------------- |
| África do Sul (RISA)                         | 59             |
| Estados Unidos (Billboard Hot 100)           | 79             |
| Estados Unidos (Billboard R&B/Hip-Hop Songs) | 22             |
| Nova Zelândia (RMNZ Hot Singles)             | 4              |

## Histórico de lançamento
| País           | Data               | Formato                         | Gravadora | Referência |
| -------------- | ------------------ | ------------------------------- | --------- | ---------- |
| Estados Unidos | 1 de abril de 2022 | fluxo de mídia descarga digital | RCA CBE   | [ 9 ]      |